# Godefried van Hauteville
Godefried van Hauteville (ook Gottfried, Godfrey, Goffredo of Gaufrido, ca. 1020-1071) was een Normandische militaire leider, de op een na jongste zoon van Tancred van Hauteville en zijn eerste vrouw Murielle. Hij sloot zich aan bij zijn broers in de Mezzogiorno rond 1053, hij arriveerde daar met zijn halfbroers Mauger en Willem. Hij was aanwezig bij de Slag bij Civitate in datzelfde jaar.
In dat jaar gaf Humfried, zijn broer, de graaf van Apulië, Mauger en Willem Capitanate en Principate. Toen Mauger overleed (ca. 1054) gaf hij het graafschap door aan zijn broer Willem die het gelijk weer doorgaf aan Godefried. In 1095 hielp Robert Guiscard, de opvolger van Humfried, een opstand in Capitanate neer te slaan. Hij regeerde ook de regio rond Loritello, waar zijn zoon Richard graaf was, en zijn gebied uitbreidde door het veroveren van Gissi in de Abruzzen. Zijn dood is een kwestie van verwarring. De  Breve Chronicon Northmannicum zegt dat hij stierf in 1063, maar de kroniekschrijver is blijkbaar in de war. Hij stierf waarschijnlijk rond 1071.
Hij was getrouwd in Normandië, uit dit huwelijk had hij drie zoons:
- Robert, graaf van Loritello, hij is overleden in 1107
- Ralph, graaf van Catanzaro
- Willem, graaf van Tiriolo

In Mezzogiorno trouwde hij met de nicht van Guiamar IV van Salerno, Theodora van Capaccio, dochter van Pandul, heer van Capaccio. Met haar had hij minimaal één zoon, Tancred.
Hij had ook nog een zoon bij een onbekende vrouw, met de naam Drogo of Tasso.